# Castillo de Locubín
Castillo de Locubín ist eine südspanische Gemeinde (municipio) mit 3.840 Einwohnern (Stand: 2024) im Westen der Provinz Jaén in der Autonomen Gemeinschaft Andalusien.
Neben dem Hauptort Castillo de Locubín besteht die Gemeinde aus den Ortschaften Ventas del Carrizal, Marroquín-Encina Hermosa, Los Chopos, La Salina, Las Cabreras, La Alfavila und Puerto-La Nava sowie aus der Wüstung El Cerrajón. 

## Lage
Castillo de Locubín liegt gut 32 Kilometer (Fahrtstrecke) südwestlich vom Stadtzentrum von Jaén in einer Höhe von ca. 705 m am Río de San Juan.

## Bevölkerungsentwicklung
| Jahr      | 1970  | 1980  | 1990  | 2000  | 2010  | 2020  |
| Einwohner | 7.837 | 6.275 | 5.722 | 5.016 | 4.626 | 4.040 |

## Sehenswürdigkeiten
- Burg (Castillo de la Villeta)
- Peterskirche (Iglesia de San Pedro Apóstol)

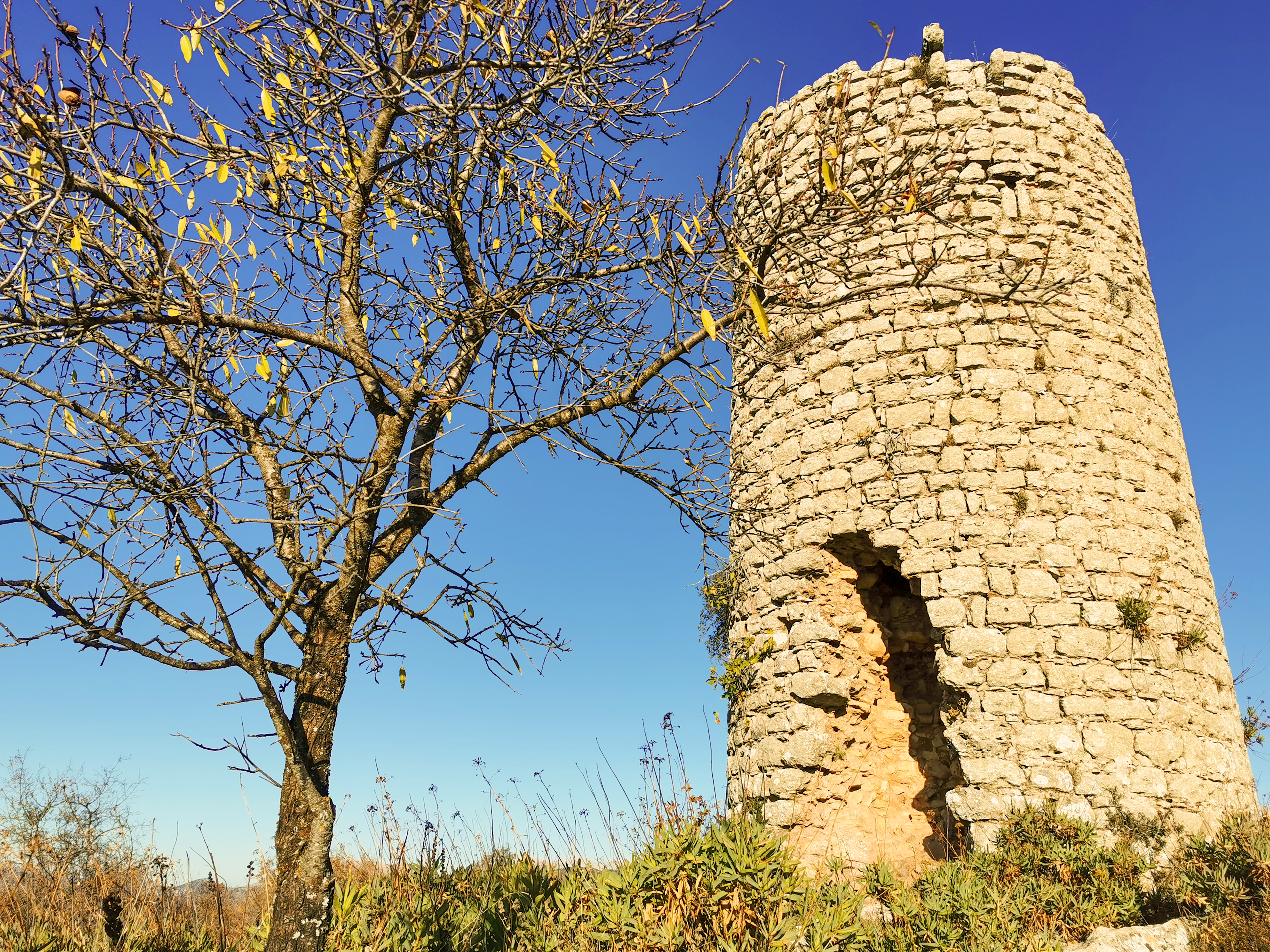
Turm von El Puerto

## Persönlichkeiten
- Juan de Aranda Salazar (um 1600–1654), Architekt
- Tomás Villén Roldán (1903–1947), Guerillero (genannt Cencerro) gegen die franquistische Diktatur
- Rafael Álvarez Lara (1902–1996), Bischof von Guadix-Baza (1943–1973) und Mallorca (1965–1973)